# Leptosiphon montanus
Leptosiphon montanus är en blågullsväxtart som först beskrevs av Edward Lee Greene, och fick sitt nu gällande namn av J.M. Porter och L.A. Johnson. Leptosiphon montanus ingår i släktet Leptosiphon och familjen blågullsväxter. Inga underarter finns listade i Catalogue of Life.